# Liga Premier de Ucrania 2015-16
La temporada 2015-16 fue la 25.ª edición de la Liga Premier de Ucrania desde su creación y la octava desde su reorganización bajo el formato actual. La temporada comenzó el 17 de julio cuando Metalurh Zaporizhia recibió a Zorya Luhansk en Zaporizhia.
El campeón defensor es el FC Dynamo Kiev que logró retener el título consiguiendo su decimoquinta corona.

## Ascensos y descensos
| Pos. | Descendidos de la Liga Premier de Ucrania 2014-15 |
| ---- | ------------------------------------------------- |
| 8.º  | Metalurg Donetsk *                                |
| 14.º | Illichivets Mariupol                              |

| Pos. | Ascendidos de la Primera Liga de Ucrania 2014-15 |
| ---- | ------------------------------------------------ |
| 1.º  | FC Oleksandria                                   |
| 2.º  | Stal Dniprodzerzhynsk *                          |

- * Después de la temporada anterior, el presidente del FC Stal Dniprodzerzhynsk anunció que el club se fusionó con el FC Metalurg Donetsk y los reemplazaría en la Premier League para la temporada 2015-16.[1] Sin embargo, el 11 de julio de 2015, los propietarios del FC Metalurg Donetsk enviaron una carta a la Federación de Fútbol de Ucrania anunciando su retirada de las competiciones.[2] Justo antes del inicio de las competiciones aun era incierto qué club reemplazará a Metalurg, si FC Stal Dniprodzerzhynsk o FC Illichivets Mariupol.[3] El 14 de julio de 2015, la administración de Illichivets publicó una carta explicando su razón por la que el club debería permanecer en la liga.[4] Debido a que los miembros de la Premier League no lograron reunir el cuórum, el 16 de julio de 2015, el Comité Ejecutivo de la Federación de Fútbol de Ucrania votó para incluir a Stal a la Premier League (29 a favor, 7 en contra y 1 abstención).[5]

## Equipos participantes
| Club                  | Ciudad           | Estadio                         | Capacidad     |
| --------------------- | ---------------- | ------------------------------- | ------------- |
| Chornomorets Odesa    | Odesa            | Estadio Chernomorets            | 34,164        |
| Dnipro Dnipropetrovsk | Dnipropetrovsk   | Dnipro Arena                    | 31,003        |
| Dynamo Kiev           | Kiev             | NSC Olimpiyskiy                 | 70,050        |
| Hoverla Uzhhorod      | Úzhgorod         | Avanhard Úzhgorod               | 12,000        |
| Karpaty Lviv          | Lviv             | Arena Lviv                      | 34,915        |
| Metalist Járkov       | Járkov           | Estadio Metalist                | 38,633        |
| Metalurg Zaporizhia   | Zaporiyia        | Slavutych-Arena                 | 12,000        |
| FC Oleksandria        | Oleksandria      | CSC Nika Stadium                | 7,000         |
| Olimpik Donetsk       | Donetsk Kiev     | SK Olimpik Stadium              | 3,000         |
| Stal Dniprodzerzhynsk | Dniprodzerzhynsk | Estadio Meteor (Dnipropetrovsk) | 24,000        |
| Shakhtar Donetsk      | Donetsk Lviv     | Donbass Arena Arena Lviv        | 51,504 30,000 |
| Volyn Lutsk           | Lutsk            | Avanhard Lutsk                  | 12,080        |
| Vorskla Poltava       | Poltava          | Oleksiy Butovskyi               | 25,000        |
| Zorya Luhansk         | Lugansk          | Avanhard Lugansk                | 22,288        |

## Formato de competencia
Se confirmó que el campeonato se juega con un sistema de torneo round-robin doble (local y visitante). 
Al finalizar el torneo, el equipo con mayor cantidad de puntos se consagrara campeón y obtendrá la posibilidad de disputar la fase de grupos de la Liga de Campeones de la UEFA 2016-17. Un segundo cupo será otorgado al segundo lugar y comenzará en la tercera ronda previa. Los equipos ubicados en la tercera y cuarta posición clasificaran a la Liga Europea de la UEFA 2016-17, partiendo de la tercera fase previa.
El último equipo descenderá automáticamente y sería reemplazado por el campeón de la Primera Liga de Ucrania 2015-16. 
En el caso de la decisión de ampliar la liga a 16 equipos la próxima temporada, el último equipo jugará un play-off contra el tercer clasificado de Primera Liga, mientras el campeón y el subcampeón de la Primera Liga ascenderán automáticamente.

## Tabla de posiciones
- Actualización final el 15 de mayo de 2016.[7]

| --- | Pos. | Equipos                   | PJ | PG | PE | PP | GF | GC | DIF | PTS |
| --- | ---- | ------------------------- | -- | -- | -- | -- | -- | -- | --- | --- |
|     | 1.   | Dinamo Kiev               | 26 | 23 | 1  | 2  | 57 | 11 | +46 | 70  |
|     | 2.   | Shakhtar Donetsk          | 26 | 20 | 3  | 3  | 79 | 25 | +54 | 63  |
|     | 3.   | Dnipro Dnipropetrovsk (a) | 26 | 16 | 5  | 5  | 52 | 22 | +30 | 53  |
|     | 4.   | Zarya Lugansk             | 26 | 14 | 6  | 6  | 51 | 26 | +25 | 48  |
|     | 5.   | Vorskla Poltava           | 26 | 11 | 9  | 6  | 35 | 26 | +9  | 42  |
|     | 6.   | FC Oleksandria            | 26 | 10 | 8  | 8  | 30 | 29 | +1  | 38  |
|     | 7.   | Karpaty Lviv              | 26 | 8  | 6  | 12 | 29 | 37 | -8  | 30  |
|     | 8.   | Stal Dniprodzerzhynsk     | 26 | 7  | 8  | 11 | 25 | 31 | -6  | 29  |
|     | 9.   | Olimpik Donetsk           | 26 | 6  | 7  | 13 | 25 | 35 | -10 | 25  |
|     | 10.  | Metalist Járkov           | 26 | 5  | 9  | 12 | 22 | 46 | -24 | 24  |
|     | 11.  | Chernomorets Odessa       | 26 | 4  | 10 | 12 | 23 | 39 | -16 | 22  |
|     | 12.  | Volyn Lutsk (b)           | 26 | 10 | 8  | 8  | 36 | 36 | 0   | 20  |
|     | 13.  | Hoverla Uzhhorod (c)      | 26 | 3  | 7  | 16 | 16 | 45 | -29 | 7   |
|     | 14.  | Metalurg Zaporizhia (d)   | 26 | 0  | 3  | 23 | 7  | 80 | -73 | 3   |

- (a) El 31 de marzo de 2016, el Órgano de Control Financiero de la UEFA (CFCB) anunció que Dnipro Dnipropetrovsk es excluido de participar en la próxima competición de clubes de la UEFA las próximas tres temporadas en caso de clasificar (es decir, las temporadas 2016-17, 2017-18 y 2018-19).
- (d) Metalurg Zaporizhia fue expulsado de la competición después del receso de invierno. Victorias técnicas fueron otorgadas a sus oponentes para el resto de la temporada. A finales de abril, se anunció que el equipo no había recibido una licencia para la próxima temporada.

|  | Campeón y clasifica a la Liga de Campeones de la UEFA 2016-17. |
|  | Clasifica a la Liga de Campeones de la UEFA 2016-17.           |
|  | Clasifican a la Liga Europa de la UEFA 2016-17.                |
|  | Descendido a la Primera división de Ucrania                    |

## Goleadores
Fuente: 
| Pos. | Jugador             | Club                  | Goles |
| ---- | ------------------- | --------------------- | ----- |
| 1    | Alex Teixeira       | Shakhtar Donetsk      | 22    |
| 2    | Pylyp Budkivskyi    | Zarya Lugansk         | 14    |
| 3    | Andriy Yarmolenko   | Dinamo Kiev           | 13    |
| 4    | Eduardo da Silva    | Shakhtar Donetsk      | 12    |
| 5    | Yevhen Seleznyov    | Dnipro Dnipropetrovsk | 10    |
| 5    | Oleh Husyev         | Dinamo Kiev           | 10    |
| 7    | Oleksandr Karavayev | Zarya Lugansk         | 8     |
| 7    | Marlos              | Shakhtar Donetsk      | 8     |
| 7    | Anton Shynder       | Vorskla Poltava       | 8     |
| 10   | Júnior Moraes       | Dinamo Kiev           | 7     |
| 10   | Dmytro Khlyobas     | Vorskla Poltava       | 7     |
| 10   | Vitaliy Ponomar     | FC Oleksandria        | 7     |
| 10   | Matheus             | Dnipro Dnipropetrovsk | 7     |
| 10   | Volodymyr Pryyomov  | Metalist Járkov       | 7     |